# Ernst Eichner
Ernst Dietrich Adolph Eichner (* 15. Februar 1740 in Arolsen; † 1777 in Potsdam) war ein deutscher Komponist.

## Leben
Ernst Eichner wuchs in einer Hofmusikerfamilie auf. Sein Vater, Johann Andreas Eichner (1694–1768), gab ihm ersten Unterricht auf dem Fagott und dem Klavier. Violinunterricht könnte er bei Arolser Hofmusikern, dem Konzertmeister Leonhard Polon (um 1690–1754) oder Bernhard Hupfeld erhalten haben. Unterricht in Kontrapunkt und Tonsatz erhielt er beim Hofkantor Johann Joachim Rothe (um 1685–1754). Auf dem Fagott erreichte er virtuose Fähigkeiten, die ihm diesbezüglich einen hervorragenden Ruf einbrachten. Später trat er als Geiger in die Dienste des Herzogs Christian IV. von Pfalz-Zweibrücken. 1768 wurde er Konzertmeister der Zweibrücker Hofkapelle.
Von seinen Zeitgenossen wurde er hochgeschätzt und erreichte zu Lebzeiten sowohl als Komponist als auch als Fagottist und Konzertmeister internationalen Ruf. Eichner starb jedoch früh und geriet schnell in Vergessenheit. Musikwissenschaftlern ist er aus dem Umfeld der Mannheimer Schule bekannt. Mit 31 Sinfonien und 20 Konzerten gelten diese als Schwerpunkt seines Wirkens, doch schuf er auch Kammermusik, unter anderem sechs Flötenquartette op. 4. 1772 erschien das Opus fast gleichzeitig in Paris, London und Amsterdam. Christian Friedrich Daniel Schubart rühmte Eichners Werke 1784 für ihre holde Anmut und „zerschmelzende Süßigkeit“. Auch Charles Burney berichtete 1772 ausführlich in seinem Tagebuch einer musikalischen Reise über Eichner Qualitäten als Bassonist und Komponist. Eine Tochter Eichners, Adelheid Maria Eichner (* 1762 in Mannheim; † 5. April 1787 in Potsdam), war Sängerin und Komponistin.
Heute zählt sein Harfenkonzert D-Dur op. 9 mit den Sätzen Allegro, Andantino und Allegro assai zu seinen bekanntesten Werken.

## Auszeichnungen
- 1772: Zweiter Preis bei einem Sinfoniewettbewerb der „Foire Saint-Germain“ in Paris, nach Christian Cannabich.